# Église Sainte-Anne de Norrey-en-Auge
L'église Sainte-Anne de Norrey-en-Auge est un édifice catholique qui se dresse sur le territoire de la commune française de Norrey-en-Auge, dans le département du Calvados, en région Normandie. L'église dont la construction a débuté au XIe siècle, cache sous son extérieur anodin une nef rescapée des premiers essais de l'architecture religieuse en Normandie et des peintures murales du XIIe siècle.
L'église est classée aux monuments historiques.

## Localisation
L'église est située sur la commune de Norrey-en-Auge, sur les premiers reliefs du pays d'Auge, dans le département français du Calvados.

## Historique
Pour les historiens la partie romane de l'église actuelle de Norrey a été bâtie dans le deuxième quart du XIe siècle. Vers 1045, Hugues de Grandmesnil et son frère Robert décident d'implanter une abbaye à Norrey, car  leur père Robert Ier de Grandmesnil est enterré dans ce lieu et ils veulent, comme nombre de grandes familles de l'époque, fonder un monastère « pour leur  salut et celui des âmes de leurs prédécesseurs ». Ils font commencer les travaux et quelques moines bénédictins commencent à arriver de l'abbaye de Conches fondée par un allié des Grandmesnil.  Mais Guillaume de Géré réussit à persuader ses neveux Robert et Hugues que l'endroit est peu propice et qu'il vaut mieux relever les ruines de l'abbaye de Saint-Évroult qu'il veut voir renaître. Les moines déjà présents à Norrey refusent de le suivre et vont s'installer à Troarn où Roger de Montgommery transforme la collégiale en une abbaye. L'église perd sa vocation abbatiale et est offerte en dotation à l'abbaye de Saint-Evroult avec « toute sa dime, la terre du prêtre et une terre labourable de trois charruées ». On trouve une confirmation de cette donation dans une charte de 1050 du duc de Normandie Guillaume le Bâtard,. Elle devient une simple église paroissiale et dépend de l'abbaye de Saint-Evroult jusqu'à la Révolution.
L'église est restaurée en 2007 avec l'aide de mécènes et attire 4 000 visiteurs annuels.

## Description

### L'extérieur
L'église est construite sur le plan classique de la croix latine. À l'ouest la nef romane construite au XIe siècle compte quatre travées et est bordée de bas-côtés. Une tour carrée peu élevée coiffée d'un toit à huit pans couverts d'ardoises surplombe la croisée du transept qui date du XIe siècle. Le « chœur à chevet plat de deux travées » orienté traditionnellement à l'est est soutenu par de solides contreforts. Il date du XIIIe siècle.
Selon Lucien Musset le portail d'entrée de l'église a été ouvert au XIIIe siècle dans le bas-côté sud. Trois colonnettes surmontées de chapiteaux aux solides tailloirs soutiennent les trois rouleaux ornés chacun d'un gros tore. Le rouleau d'archivolte est décoré de moulures géométriques. Il est protégé par un porche qui date du XIVe siècle, toujours d'après Lucien Musset. La très grande baie en tiers-point qui éclaire la façade occidentale de la nef a été percée au XIIIe siècle.
Les parties les plus anciennes de l'église, dont le pignon occidental de la nef, sont en appareil en arête-de-poisson. Elles sont recouvertes, sauf sur les murs du clocher, par un crépi posé lors des travaux d'assainissement de l'édifice.

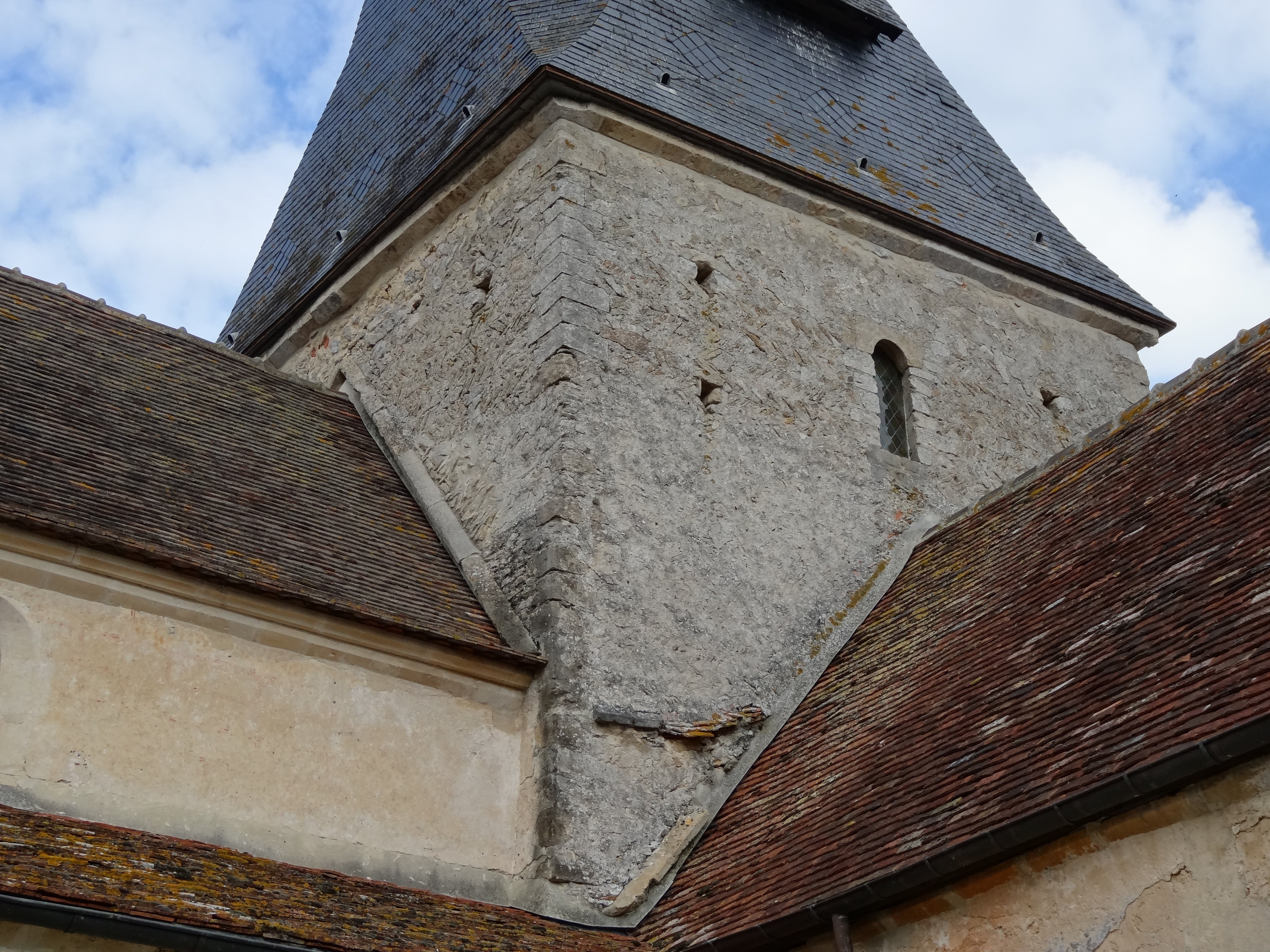
Tour de croisée avec son appareil en arête-de-poisson.
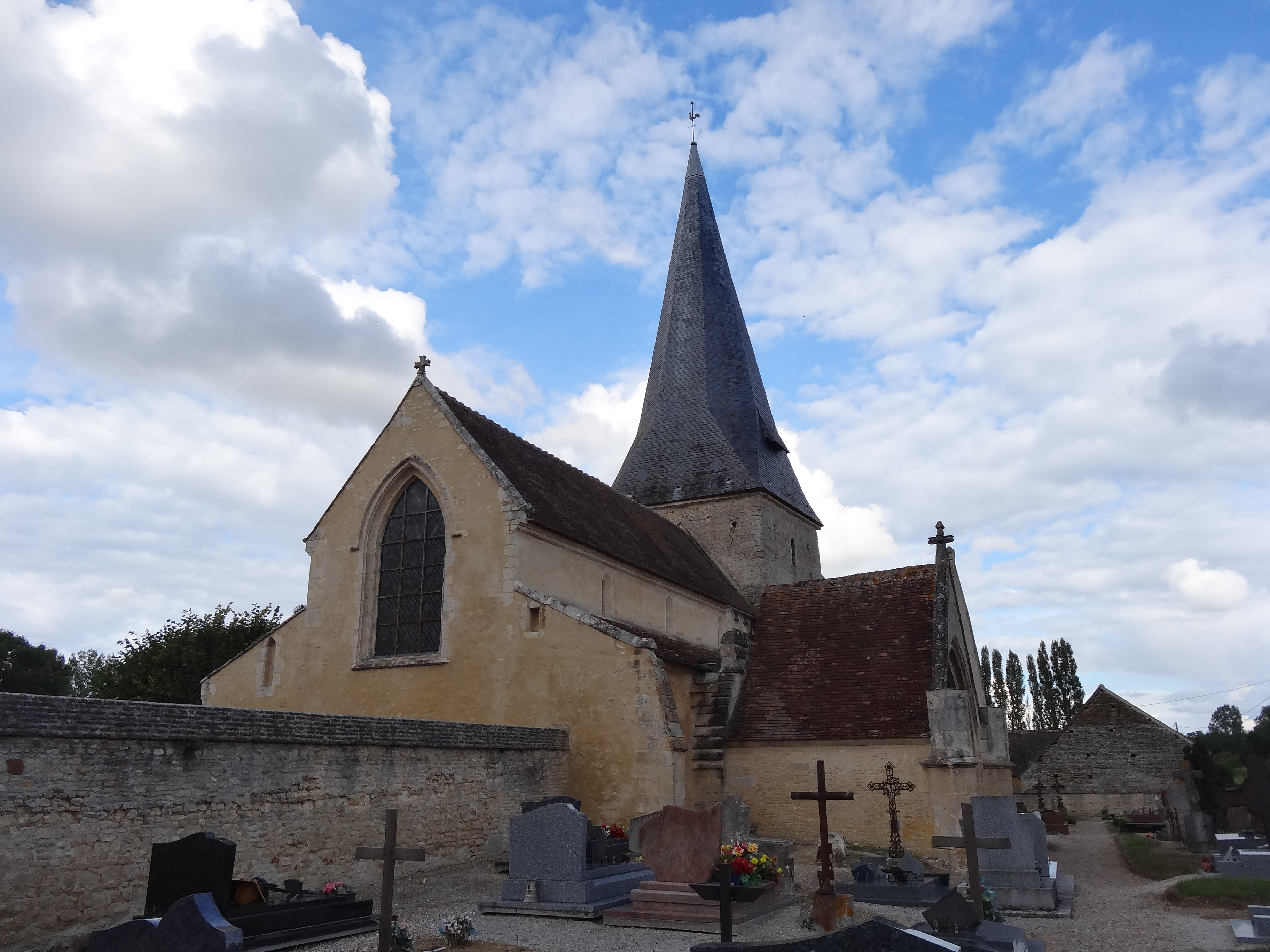
Mur ouest de la nef percé par une grande baie du XIIIe siècle.
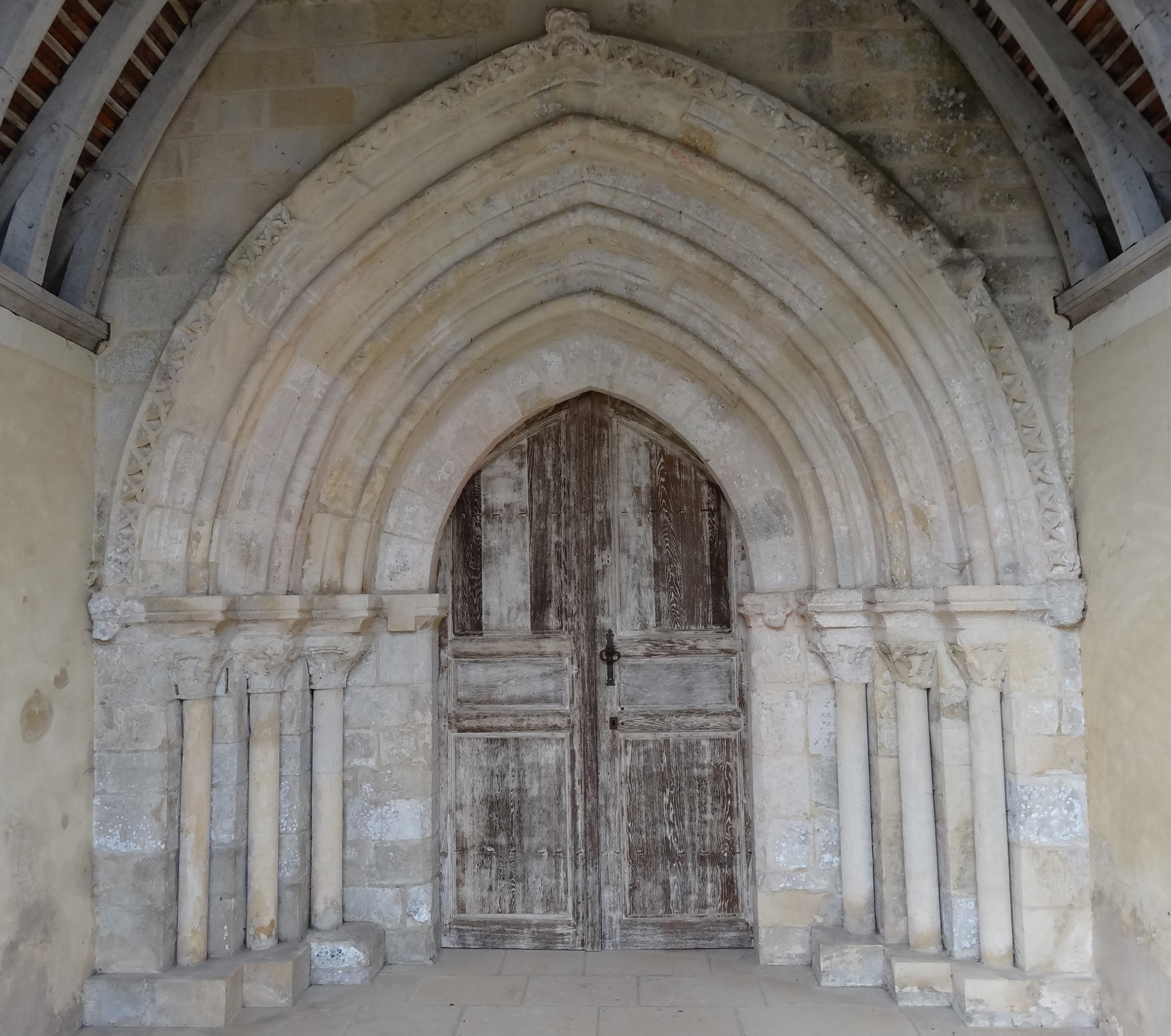
Portail à triple ressaut.
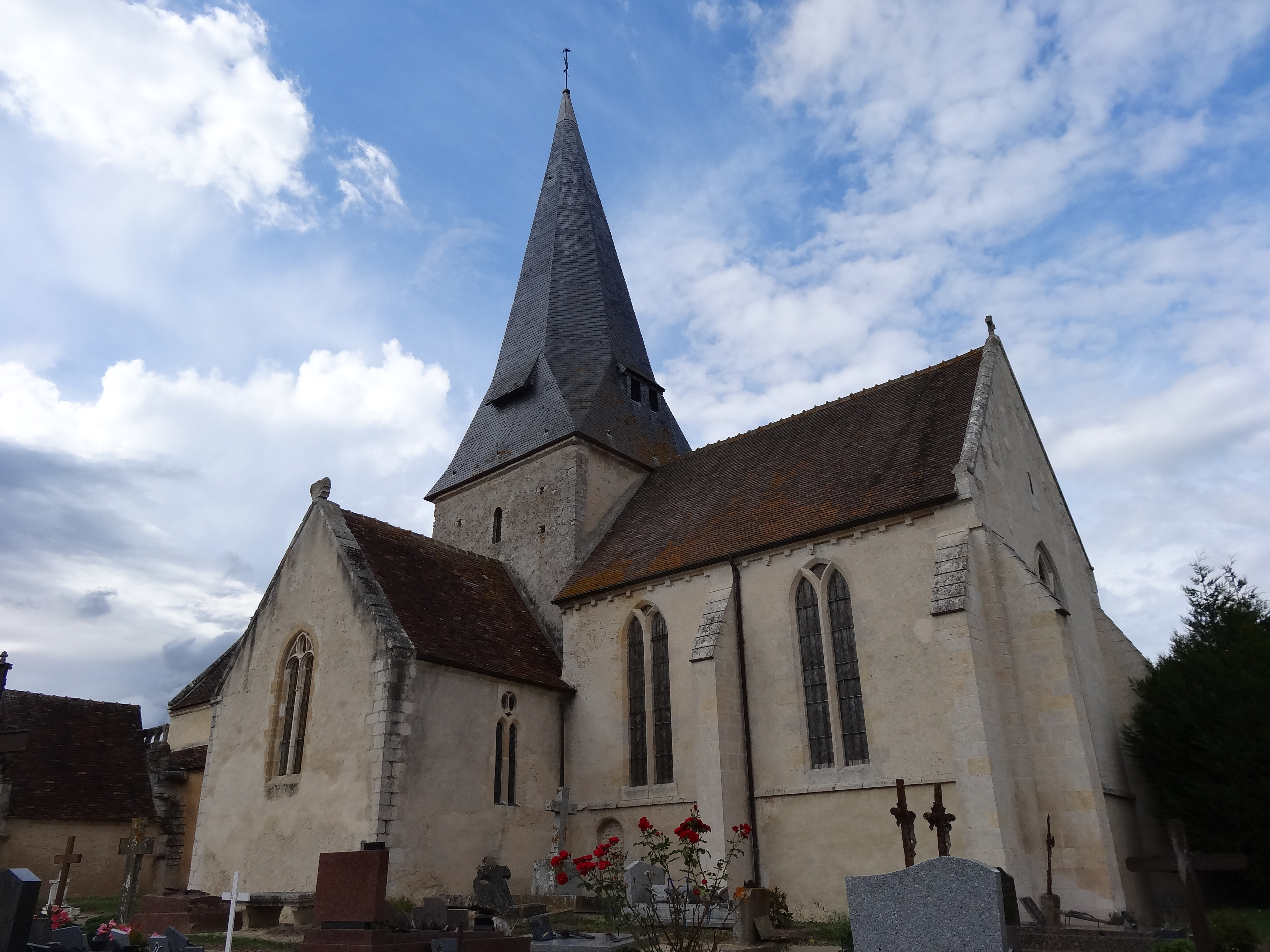
Le chevet (à droite), qui renferme le chœur, se termine par un mur plat.

### L'intérieur
Le caractère le plus intéressant de cet édifice réside dans « l'alternance des supports » : piles rectangulaires, piliers cylindriques, premier exemple de ce principe en Normandie.

#### La nef
D'apparence très austère la nef du XIe siècle, est constituée de quatre travées rythmées par des arcades en plein-cintre à angles vifs, qui donnent accès aux bas-côtés. Des piles rectangulaires en alternance avec des  grosses colonnes cylindriques soutiennent ces arcades, le raccord entre les supports et la retombée des arcades étant assuré par des impostes aux décors inusités en Normandie. Une seule colonne du côté sud de la nef est munie d'un curieux chapiteau très mince décoré de volutes aux quatre coins. L'éclairage est assuré par des baies percées au XIIe siècle quand les murs est et ouest  ont été surélevés, et par une grande fenêtre en tiers-point ouverte dans le mur occidental au XIIIe siècle ou XIVe . La petite baie en plein-cintre du premier niveau, vestige des toutes premières ouvertures de la construction romane, a été dégagée au XXe siècle.

#### Le transept
Malgré des remaniements au XIIIe siècle le transept est également de facture romane. Il est muni, au centre, d'une voûte sur croisée d'ogives. Comme la nef, les croisillons sont couverts d'un simple plafond en bois. La tour carrée repose sur la croisée du transept, elle est soutenue par quatre arcs diaphragmes en plein cintre non moulurés semblables à ceux de la nef. Mais l'arc qui ouvre sur le chœur est à double rouleau, il repose de chaque côté sur un pilier rectangulaire dans lequel s'encastre une colonne surmontée d'un chapiteau à très grand tailloir. Un de ces chapiteaux porte une inscription obituaire dédiée à Osbern, abbé de l'abbaye de Saint-Evroult mort en 1066, mais qui n'a pas été enterré dans l'église Sainte-Anne.

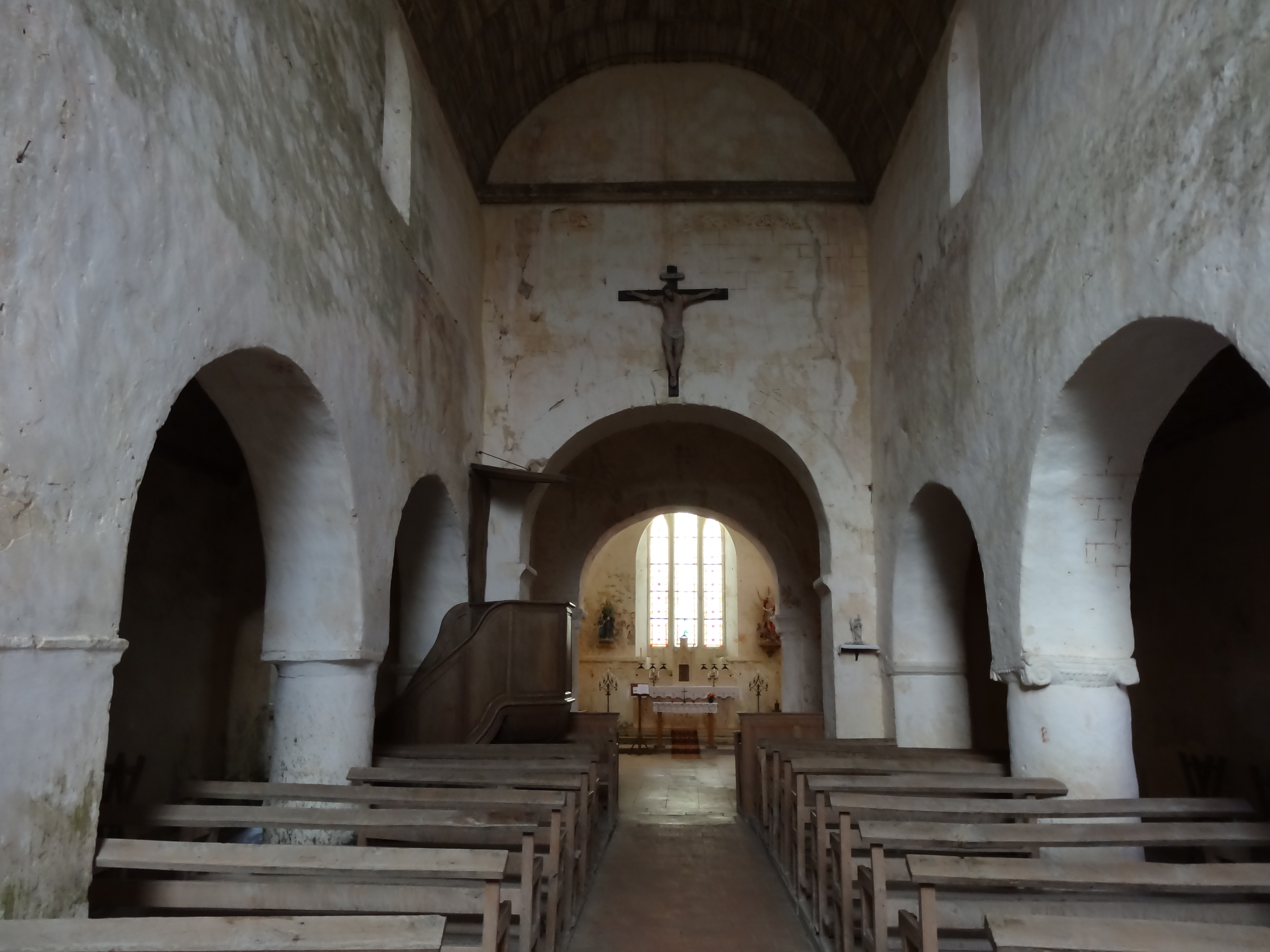
Alternance piles rectangulaires- piliers cylindriques des arcades de la nef, murs diaphragmes du transept.
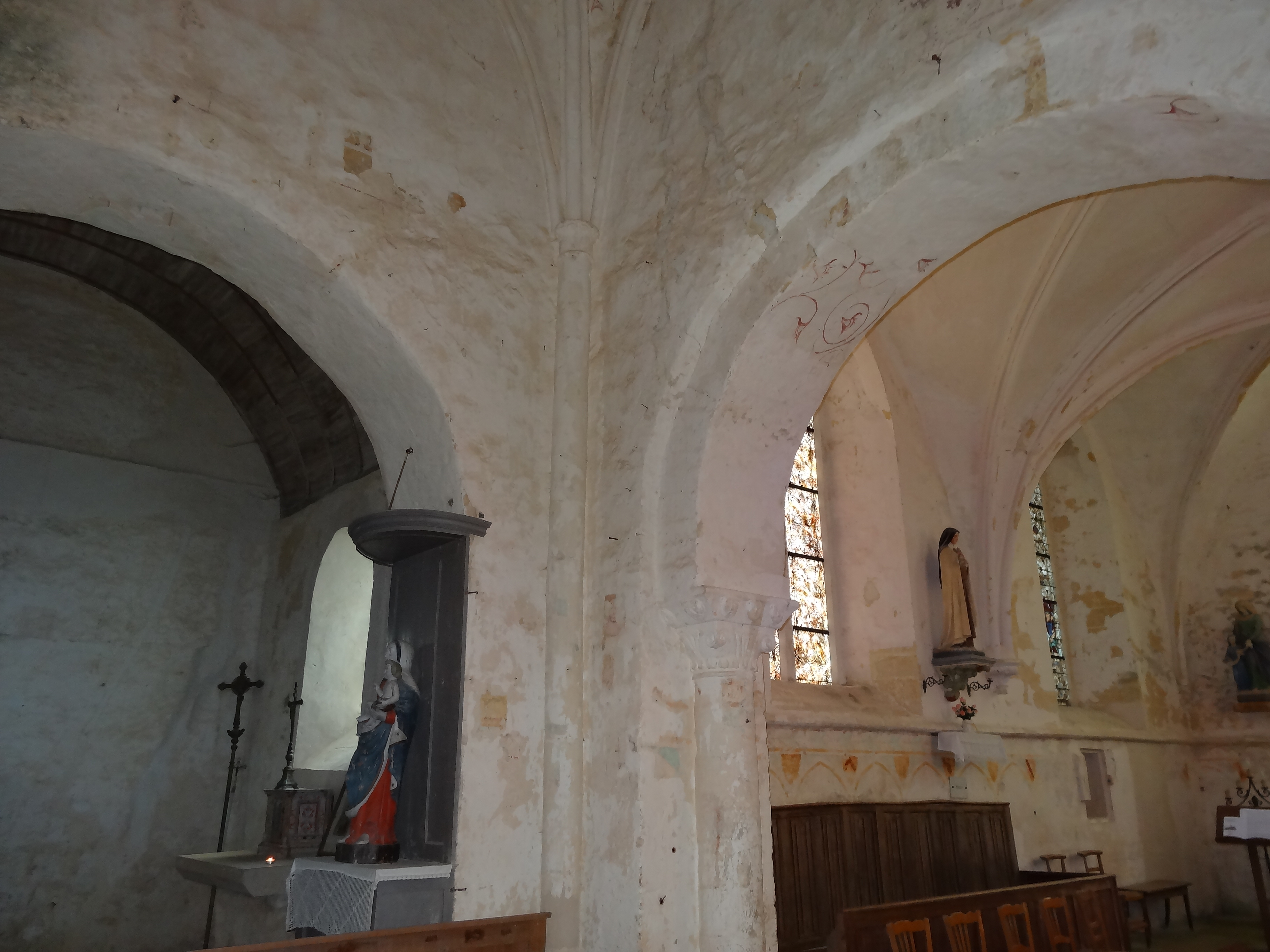
Arc triomphal à double rouleau avec chapiteau à très grand tailloir.

#### Le chœur
Le chœur reconstruit au XIIIe siècle est éclairé de très hautes baies en tiers-point à deux ou trois lancettes, il est également couvert par une voûte à croisées d'ogives.

#### Les décors
Les murs sont ornés de peintures murales : fresques et autres techniques de peinture sur mur. Les deux scènes représentées juste au-dessus des arcades de la nef, bien que très abimées, sont rarissimes en Normandie car elles datent du XIIe siècle et sont tout de même déchiffrables. L'une, côté sud, montre une entrée du Christ à Jérusalem et l'autre, côté nord, une adoration des mages. Le chœur et le transept sont aussi décorés de vestiges de décors peints à diverses époques du Moyen Âge, on voit distinctement des arcatures en tiers-point à divers endroits du chœur qui datent du XIVe siècle comme la dormition de la Vierge et le faux appareil,.
Un vitrail de 1874 rassemble deux petits panneaux du Moyen Âge qui représentent La visitation et sainte marguerite assise sur un monstre ailé. Trois bas-reliefs du XVIe restaurés à la fin du XIXe siècle sont insérés dans le maître-autel du Chœur. Des lambris de demi-revêtement du XVIIIe sont classés à titre d'objets.

## Protection aux monuments historiques
L'église est classé au titre des monuments historiques par arrêté du 19 septembre 1930.